# Puntalazzo
Puntalazzo is een plaats (frazione) in de Italiaanse gemeente Mascali.